# Force India VJM02
Force India VJM02 je 2. vůz formule 1 týmu Force India, který se účastnil mistrovství světa v roce 2009. Monopost byl představen 1. března v Jerezu. Den předtím (28. února) uveřejnil tým fotografie vozu.

## Popis
VJM02 je první vůz, který si tým sám zkonstruoval. VJM01 byl mírně upravenou verzí Spykeru F8-VII. Oproti vozu VJM01, který používal agregáty od Ferrari, je tento vůz poháněn motorem Mercedes. Převodovku a KERS dodal McLaren. Přední část vozu je vysoká podobně jako u Toyoty TF109. Přední přítlačné křídlo je složeno ze tří dílů. Ve střední části monopostu upoutá uchycení zpětných zrcátek, které slouží k usměrnění proudícího vzduchu. Bočnice jsou v horní části širší a postupně se směrem dozadu zužují a vlní. Barevné řešení vozu je složené z barev indické vlajky - oranžová, bílá a zelená.

## Technická data
- Délka: 4 900 mm
- Šířka:
- Výška: 950 mm
- Váha: 605 Kg (včetně pilota, vody a oleje)
- Rozchod kol vpředu: 1 480 mm
- Rozchod kol vzadu: 1 420 mm
- Rozvor: 3 200 mm
- Převodovka: McLaren L 7stupňová poloautomatická sekvenční s elektronickou kontrolou.
- Tlumiče: Penske
- Brzdy:
- Motor: Mercedes Benz FO 108W
  - V8 90°
  - Zdvihový objem: 2.398 cm³
  - Výkon: 740cv/18 000 otáček
  - Vrtání: 98 mm
  - Zdvih:
  - Ventily: 32
  - Mazivo: Mobil 1
  - Palivo: Mobil 1
  - Váha: > 95 kg
  - Vstřikování Magneti Marelli
  - Palivový systém Magneti Marelli
- Pneumatiky: Bridgestone

## Testy vozu VJM02
| Trať      | Datum | Jezdec               | Pořadí | Čas      | Kol |
| --------- | ----- | -------------------- | ------ | -------- | --- |
| Jerez     | 1.3.  | Giancarlo Fisichella | 6.     | 1:21,584 | 31  |
| Jerez     | 2.3.  | Giancarlo Fisichella | 4.     | 1:31,547 | 54  |
| Jerez     | 3.3.  | Adrian Sutil         | 5.     | 1:20,621 | 63  |
| Jerez     | 4.3.  | Adrian Sutil         | 8.     | 1:21,411 | 79  |
| Barcelona | 9.3.  | Adrian Sutil         | 8.     | 1:22,452 | 127 |
| Barcelona | 10.3. | Adrian Sutil         | 7.     | 1:21,834 | 82  |
| Barcelona | 11.3. | Giancarlo Fisichella | 8.     | 1:21,545 | 97  |
| Barcelona | 12.3. | Giancarlo Fisichella | 10.    | 1:21,045 | 141 |
| Jerez     | 1.12. | Paul di Resta        | 2.     | 1:19,369 | 46  |
| Jerez     | 1.12. | J. R. Hildebrand     | 10.    | 1:20,537 | 49  |
| Jerez     | 2.12. | Paul di Resta        | 4.     | 1:19,411 | 58  |
| Jerez     | 2.12. | J. R. Hildebrand     | 8.     | 1:20,517 | 50  |
| Jerez     | 3.12. | Paul di Resta        | 2.     | 1:18,736 | 53  |
| Jerez     | 3.12. | J. R. Hildebrand     | 10.    | 1:19,873 | 41  |

## Výsledky v sezoně 2009

### Závod a kvalifikace
| Legenda k tabulce | Legenda k tabulce                                                                       |
| Barva             | Výsledek                                                                                |
| ----------------- | --------------------------------------------------------------------------------------- |
| Zlatá             | Vítěz                                                                                   |
| Stříbrná          | 2. místo                                                                                |
| Bronzová          | 3. místo                                                                                |
| Zelená            | Bodované umístění                                                                       |
| Modrá             | Nebodované umístění                                                                     |
| Modrá             | Dokončil neklasifikován (NC)                                                            |
| Fialová           | Odstoupil (Ret)                                                                         |
| Červená           | Nekvalifikoval se (DNQ)                                                                 |
| Červená           | Nepředkvalifikoval se (DNPQ)                                                            |
| Černá             | Diskvalifikován (DSQ)                                                                   |
| Bílá              | Nestartoval (DNS)                                                                       |
| Bílá              | Závod zrušen (C)                                                                        |
| Světle modrá      | Pouze trénoval (PO)                                                                     |
| Světle modrá      | Páteční testovací jezdec (TD)                                                           |
| Bez barvy         | Netrénoval (DNP)                                                                        |
| Bez barvy         | Vyřazen (EX)                                                                            |
| Bez barvy         | Nepřijel (DNA)                                                                          |
| Bez barvy         | Odvolal účast (WD)                                                                      |
| Bez barvy         | Nezúčastnil se (prázdné)                                                                |
| Označení          | Význam                                                                                  |
| Tučnost           | Pole position                                                                           |
| Kurzíva           | Nejrychlejší kolo                                                                       |
| †                 | Jezdec nedojel do cíle, ale byl klasifikován, protože odjel více než 90 % délky závodu. |
| ‡                 | Byl udělován poloviční počet bodů, protože bylo odjeto méně než 75 % délky závodu.      |
| Horní index       | Umístění bodujících jezdců ve sprintu                                                   |

| Rok  | Šasi        | Motor                 | Pneu | Jezdci      | 1   | 2   | 3   | 4   | 5   | 6   | 7   | 8   | 9   | 10  | 11  | 12  | 13  | 14  | 15  | 16  | 17  | Body   | Pořadí |
| ---- | ----------- | --------------------- | ---- | ----------- | --- | --- | --- | --- | --- | --- | --- | --- | --- | --- | --- | --- | --- | --- | --- | --- | --- | ------ | ------ |
| 2009 | Force India | Mercedes-Benz FO 108W | B    | Závod       | AUS | MAL | CHN | BHR | ESP | MON | TUR | GBR | GER | HUN | EUR | BEL | ITA | SIN | JPN | BRA | ABU | 13     | 9.     |
| 2009 | Force India | Mercedes-Benz FO 108W | B    | Sutil       | 9   | 17  | 17  | 16  | Ret | 14  | 17  | 17  | 15  | Ret | 10  | 11  | 4   | Ret | 13  | Ret | 17  | 13     | 9.     |
| 2009 | Force India | Mercedes-Benz FO 108W | B    | Fisichella  | 11  | 18  | 14  | 15  | 14  | 9   | Ret | 10  | 11  | 14  | 12  | 2   |     |     |     |     |     | 13     | 9.     |
| 2009 | Force India | Mercedes-Benz FO 108W | B    | Liuzzi      |     |     |     |     |     |     |     |     |     |     |     |     | Ret | 14  | 14  | 11  | 15  | 13     | 9.     |
| 2009 | Force India | Mercedes-Benz FO 108W | B    | Kvalifikace | AUS | MAL | CHN | BHR | ESP | MON | TUR | GBR | GER | HUN | EUR | BEL | ITA | SIN | JPN | BRA | ABU | Průměr | Průměr |
| 2009 | Force India | Mercedes-Benz FO 108W | B    | Sutil       | 16  | 19  | 18  | 16  | 19  | 15  | 15  | 20  | 7   | 17  | 12  | 11  | 2   | 16  | 4   | 3   | 18  | 13,41  | 14,59  |
| 2009 | Force India | Mercedes-Benz FO 108W | B    | Fisichella  | 15  | 18  | 20  | 18  | 20  | 13  | 19  | 16  | 18  | 16  | 16  | 1   |     |     |     |     |     | 15,83  | 14,59  |
| 2009 | Force India | Mercedes-Benz FO 108W | B    | Liuzzi      |     |     |     |     |     |     |     |     |     |     |     |     | 7   | 20  | 19  | 15  | 17  | 15,6   | 14,59  |

### Přehled umístění v tréninku
| Jezdci               | 1   | 1   | 1    | 2   | 2   | 2    | 3   | 3   | 3    | 4   | 4   | 4    | 5   | 5   | 5    | 6   | 6   | 6    | 7   | 7   | 7    | 8   | 8   | 8    | 9   | 9   | 9    | 10  | 10  | 10   | 11  | 11  | 11   | 12  | 12  | 12   | 13  | 13  | 13   | 14  | 14  | 14   | 15  | 15  | 15   | 16  | 16  | 16   | 17  | 17  | 17   |
| -------------------- | --- | --- | ---- | --- | --- | ---- | --- | --- | ---- | --- | --- | ---- | --- | --- | ---- | --- | --- | ---- | --- | --- | ---- | --- | --- | ---- | --- | --- | ---- | --- | --- | ---- | --- | --- | ---- | --- | --- | ---- | --- | --- | ---- | --- | --- | ---- | --- | --- | ---- | --- | --- | ---- | --- | --- | ---- |
| 2009                 | AUS | AUS | AUS  | MAL | MAL | MAL  | CHN | CHN | CHN  | BHR | BHR | BHR  | ESP | ESP | ESP  | MON | MON | MON  | TUR | TUR | TUR  | GBR | GBR | GBR  | GER | GER | GER  | HUN | HUN | HUN  | EUR | EUR | EUR  | BEL | BEL | BEL  | ITA | ITA | ITA  | SIN | SIN | SIN  | JPN | JPN | JPN  | BRA | BRA | BRA  | ABU | ABU | ABU  |
| Force India          | I.  | II. | III. | I.  | II. | III. | I.  | II. | III. | I.  | II. | III. | I.  | II. | III. | I.  | II. | III. | I.  | II. | III. | I.  | II. | III. | I.  | II. | III. | I.  | II. | III. | I.  | II. | III. | I.  | II. | III. | I.  | II. | III. | I.  | II. | III. | I.  | II. | III. | I.  | II. | III. | I.  | II. | III. |
| Adrian Sutil         | 9   | 9   | 14   | 15  | 16  | 17   | 14  | 11  | 17   | 14  | 7   | 14   | 20  | 20  | 19   | 18  | 13  | 12   | 12  | 17  | 16   | 11  | 3   | 15   | 20  | 6   | 3    | 18  | 16  | 20   | 6   | 6   | 1    | 16  | 13  | 3    | I.  | II. | III. | I.  | II. | III. | I.  | II. | III. | I.  | II. | III. | I.  | II. | III. |
| Giancarlo Fisichella | 14  | 13  | 18   | 12  | 19  | 20   | 17  | 20  | 18   | 16  | 12  | 19   | 16  | 12  | 17   | 15  | 19  | 14   | 18  | 18  | 20   | 10  | 19  | 16   | 5   | 20  | 15   | 16  | 17  | 19   | 16  | 8   | 6    | 11  | 6   | 8    |     |     |      |     |     |      |     |     |      |     |     |      |     |     |      |
| Vitantonio Liuzzi    |     |     |      |     |     |      |     |     |      |     |     |      |     |     |      |     |     |      |     |     |      |     |     |      |     |     |      |     |     |      |     |     |      |     |     |      | 16  | 12  | 7    | 18  | 18  | 16   | 12  | 3   | 20   | 17  | 16  | 16   | 17  | 15  | 14   |